# Подорожная грамота
Подоро́жная (Подорожная память, Подорожная) — государственный документ, имевший применение на Руси и в Российской империи в XV — конце XIX веков для получения казённых лошадей во время проезда через ям (позже почтовую станцию).
Владелец подорожной иногда мог быть обязан оплатить прогон лошадей. В литературе встречается и другие названия данного государственного документа — проездная грамота, проезжая грамота. Подорожная, открытый лист, за подписью, печатью и номером, но с пробелом для имени едущего, числа лошадей и прочего называлась бланка.

## История
В 1226 году на Руси были установлены правила проезда официальных гонцов (княжеских, епископских или других), по которым зимой им предоставлялись сани, а летом — телега.
Процедура выдачи подорожной была оформлена в середине XV века. Это давало возможность гонцам брать лошадей не только на почтовых ямах, но и в любых придорожных селах. Великий князь Владимирский и Московский Иван Васильевич утвердил более полутора тысяч сел и городов, обязанных выдавать государевым гонцам подводу. Подорожные стали широко применяться особенно после создания Ямского ведомства. Ямщики, получавшие открытый лист подорожной, получали преимущества во время перевозок людей и грузов.
Подорожные использовались не только на сухопутных дорогах (большаках, столбовых, трактах), но и на водных путях. Например, на волжском пути из Астрахани владелец грамоты имел возможность получить судно, кормщиков и гребцов.

### Исторические периоды действия грамоты
1. С середины XV века до Указа императора Павла I от 18 марта 1798 года[источник не указан 3437 дней]
2. С 1798 года по 4 июля 1828 года
3. С 1828 года до конца XIX века

От Ивана Великого до царя Алексея Михайловича ямской промысел не был строго регламентирован. Со второй половины XVI века гонцам стали давать «подорожные памяти с ямского приказу», чтобы им можно было получить лошадей «с ямов», а также «прогоны», которыми они рассчитывались с ямщиками.
13 (24) января 1714 года был издан указ, по которому ямские подводы стали выдавать только по подорожной «со взысканием прогонных денег».
С 27 марта 1717 года с частных проезжих стали брать двойные прогоны.
Именной указ от 7 (18) февраля 1718 года обязывал подписывать курьерские подорожные в Сенате сенаторам, в губерниях — губернаторам или вице-губернаторам.
Заграничные подорожные подписывались не иначе как самим императором или, в крайнем случае, уполномоченным на это сенатором. С конца 1718 года за границу можно было отправиться после подписи одного из министров или губернаторов.
Указ 12 (23) августа 1719 года подтвердил взимание двойных прогонов с лиц, путешествующих «для своих нужд».

### Форма
Уже при царе Алексее Михайловиче появились грамоты двух видов, которые писали от руки: проезжая грамота и московская подорожная. К ним прикладывалась черновосковая печать.
- На поездки по казенной надобности давалась Московская подорожная

Заголовок этого документа содержал, как правило, такую форму:
«По Государеву Цареву и Великого Князя указу…».
Кроме этой преамбулы грамота содержала реквизиты (пункт отправления, пункт назначения, промежуточные остановки, а также обязательный наказ: в пунктах остановок «всем людем без отмены» предоставлять верховых лошадей с седлом и уздой (в случае водного передвижения — «суденко с гребцы и с кормщиком»).
- На поездки по частной надобности давалась проезжая грамота.

Заголовок грамоты имел вид:
«От Царя и Великого Князя… по городам воеводам нашим»…
Тело письма имело разночтения, но смысл его был в указании пропускать без учинения препятствий проезжающего до нужного ему пункта (указывалось какого). Часто указывалось, чтобы далее этого пункта гонца не пускать.